# Bosque Negro

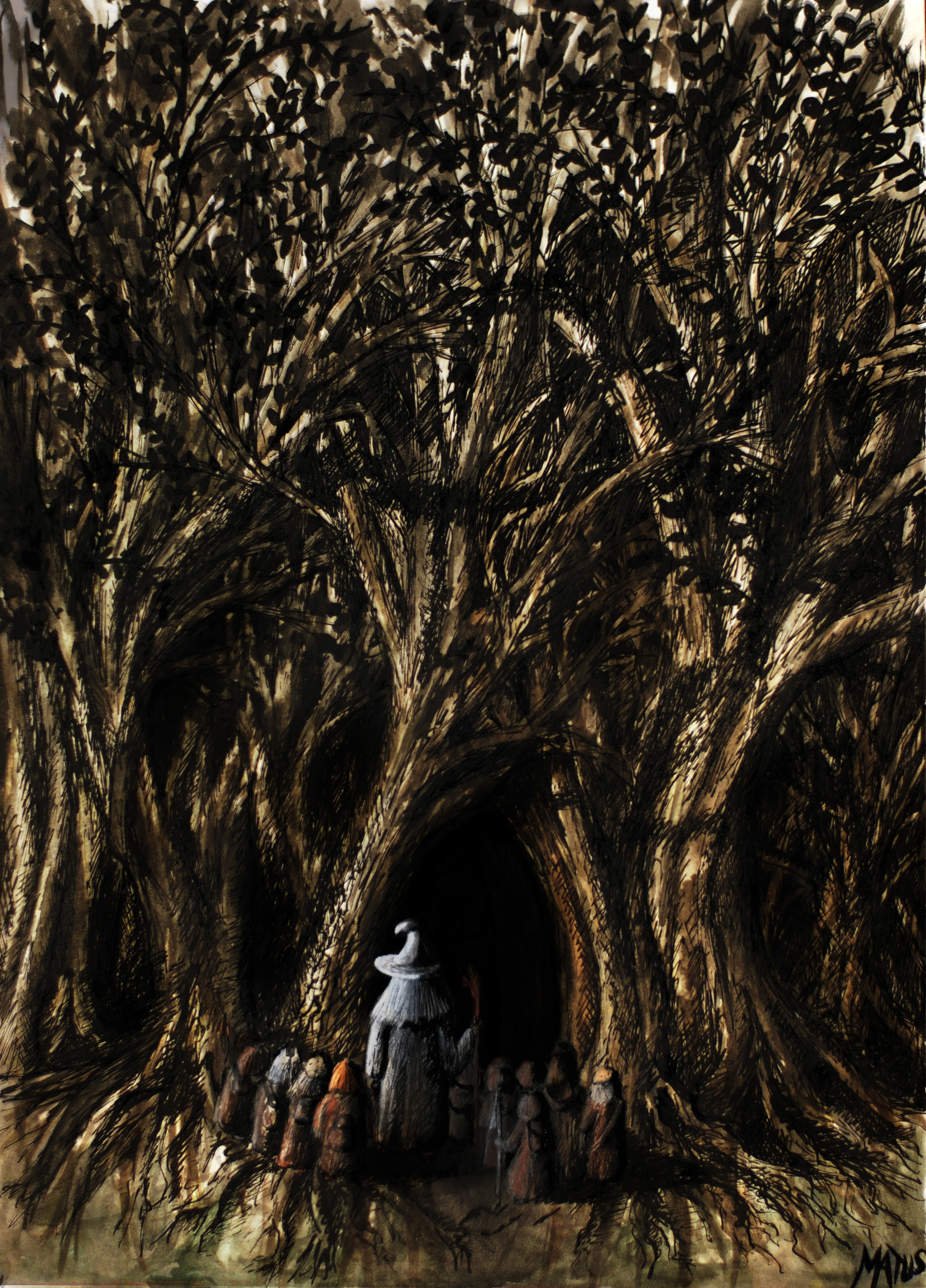
Gandalf, Bilbo y la compañía de Thorin se adentran en el Bosque Negro.

El Bosque Negro es una localización ficticia que forma parte del legendarium creado por el escritor británico J. R. R. Tolkien y que aparece en sus novelas El hobbit, El Señor de los Anillos y El Silmarillion. Es el nombre que toma el Gran Bosque Verde después de la llegada del Nigromante en el año 1050 de la Tercera Edad del Sol. Está ubicado al este del río Anduin, en la región de la Tierra Media llamada Rhovanion. 
Después de la destrucción de Dol Guldur, colina donde se asentaba el poder del Nigromante, al sur del bosque, este fue rebautizado por los elfos como Eryn Lasgalen o Bosque de las Hojas Verdes en el año 3019 de la Tercera Edad del Sol.

## Nombres y etimología
El mayor bosque de Rhovanion (del norte de la Tierra Media en la Tercera Edad y de la cuenca del gran río Anduin) se llamaba, originalmente, Eryn Galen; compuesto por eryn (‘bosque’) y calen > galen (‘verde’, etimológicamente ‘brillante’ o ‘resplandeciente’). 
Con la llegada de Sauron el nombre del bosque cambió a Bosque Negro, en inglés Mirkwood, que según escribe Tolkien en su carta n.o 289: «Fue probablemente el nombre germánico primitivo de las extensas regiones montañosas cubiertas de bosques que antiguamente cerraban el sur de las tierras de la expansión germánica» y agrega que «su antigüedad parece señalarse por su temprana aparición en alemán (¿c. siglo XI?) como mirkiwidu, aunque la raíz *merkw- (‘oscuro’) no se encuentra en alemán bajo ninguna forma (solo en inglés antiguo, sajón antiguo y escandinavo antiguo), y la raíz *widu- > widu se limitaba en alemán (pienso) al sentido de ‘leño’, no muy común, y no sobrevivió en A[lemán] M[oderno]. En IA. mirce solo sobrevive en poesía, y con el significado de ‘oscuro’ o más bien ‘lóbrego’, únicamente en Beowulf [verso] 1405 ofer myrcan mor; en cualquier otra parte lo encontramos solo con el significado de ‘murky’, ‘maligno’, ‘infernal’. No fue nunca, pienso, una mera designación del color negro, estando siempre cargada desde el principio en el sentido de ‘lobreguez’».
Taur-e-Ndaedelos fue el nombre sindarin para designar al bosque: «bosque del gran temor», como se señala en los apéndices de El Señor de los Anillos, compuesto por la palabra taur (‘gran bosque’), el artículo genitivo e («del» o «en», en su forma breve, por la mutación de la siguiente palabra) y la palabra compuesta Ndaedelos (mutación mixta de daedhelos) que significa «gran temor» (daer, ‘grande’, y del, ‘temor’ u ‘horror’). Aunque en una nota del relato «El desastre de los Campos Gladios», Tolkien usa Taur-nu-fuin («bosque bajo la noche»), nombre de Dorthonion; esto es porque, según Christopher Tolkien, «La aplicación del mismo nombre, Taur-nu-Fuin, al Bosque Negro y a Dorthonion resulta notable a la luz de la estrecha relación que había entre ellos en la imaginación visual de mi padre». 
Al comenzar la Cuarta Edad del Sol, el gran bosque ya no se llamaba Bosque Negro, sino Eryn Lasgalen o Bosque de las Hojas Verdes: eryn (‘bosque’), lass (‘hoja’, que pierde una ese por hallarse en una palabra compuesta seguida por una consonante) y calen > galen (‘verde’).

## Geografía

### Límites
El gran bosque se extendía, de norte a sur, en paralelo a las Montañas Nubladas y teniendo a las Montañas Grises como cabecera. Sus lindes occidentales tienen como límite el río Anduin y sus valles orientales, y hacia el este se extienden las inmensas planicies donde moraron los Hombres del Norte, el reino enano de Erebor, el río Celduin y el Lago Largo.

### Ríos, montañas y caminos en su interior
El río del Bosque lo cruzaba en su parte norte (de noroeste a sudeste), para desembocar en el Lago Largo, previo paso por las cavernas del rey Thranduil, y era utilizado para el comercio entre los elfos y los hombres de Esgaroth. El río Encantado nacía en las laderas septentrionales de las montañas Oscuras y desembocaba en el río del Bosque. Estas se ubicaban en el nordeste del bosque —llamadas Emyn Duir en la Primera y Segunda Edad, su nombre cambió a Emyn-nu-Fuin (‘montañas del bosque negro’, o ‘montañas bajo la noche’, que es la traducción literal del sindarin)— y en los valles que las rodean habitaron, durante algún tiempo, los elfos silvanos de Oropher, padre de Thranduil. Esta raza élfica habitó también en las cercanías de Amon Lanc, ‘la colina desnuda’, que se alzaba en el suroeste del bosque y que más tarde sería ocupada por Sauron al construir Dol Guldur, ‘la colina de la hechicería’.
Muchos eran los senderos y caminos que lo cruzaban, pero el más importante es el Viejo Camino del Bosque, conocido también como Men-I-Naugrim o camino de los Enanos, que en la Segunda Edad era la principal vía de comunicación entre los pueblos élficos, enanos y hombres, en ambos lados del bosque. Un gran comercio unía las regiones de los valles del Anduin con las del Este, a través de este camino, aunque tras la Guerra de la Última Alianza entre Elfos y Hombres el camino fue cayendo en desuso. Otro sendero de importancia que registra la historia de la región es el sendero que siguieron Bilbo Bolsón y la Compañía de Thorin, al que se accedía por «La Puerta del Bosque», un lugar ubicado al norte de La Carroca. Una serie de cataclismos naturales habían afectado la parte norte del Bosque Negro en la Tercera Edad —inundaciones, crecimientos de riachos y pantanos, y hasta dos terremotos—, por lo que muchos de los senderos abiertos por los elfos habían desaparecido o se encontraban intransitables. Los pocos senderos que quedaban, a fines de la Tercera Edad, eran poco frecuentados por los peligros que ello entrañaba, «aunque los elfos silvanos y los hombres del Norte, llamados hombres del bosque y beórnidas, hacían cuanto estaba en sus manos para mantener abiertos los pasos y caminos».

## Población

### Elfos silvanos
En la Primera y Segunda Edad los elfos silvanos habitaron el Gran Bosque Verde, eran parte del pueblo Teleri que no cruzaron las Montañas Nubladas. El pueblo de Oropher, abuelo de Legolas, vivió, en un primer momento, en el sur del Bosque en los valles que rodean a Amon Lanc, pero en la Segunda Edad «(…) se había retirado hacia el norte, más allá de los Campos Gladios. Esto hizo para librarse del poder y la intrusión de los Enanos de Moria (…)» y también «(…) lo ofendían las intrusiones de Celeborn y Galadriel en Lórien (…)», aunque por esa época «(…) había poco que temer entre el Bosqueverde y las Montañas, y el pueblo tenía constante contacto con sus parientes del otro lado del río (…)»; aun así, se trasladaron una vez más a las Emyn Duir, tiempo antes de la Guerra de la Última Alianza. Oropher murió en la guerra, haciéndose cargo del pueblo silvano su hijo Thranduil, quien extendió su reino hasta los bosques que rodeaban Erebor y a los valles norteños del Anduin. Pero, ante el avance de la Sombra, abandonó las Emyn Duir y se trasladó a la parte nororiental del Bosque, y excavó una fortaleza en la margen septentrional del río del Bosque.

### Hombres
Los hombres hicieron suyo, también, el Bosque Negro. En la Segunda Edad muchos pueblos y tribus se asentaron en su interior o en sus lindes, principalmente orientales. Conocidos como los Hombres del Norte, eran los descendientes de los pueblos Atani que no marcharon a Beleriand; algunos cruzaron el Bosque y se establecieron del lado occidental, entre el Bosque y el Anduin, y otros cruzaron las Montañas Nubladas y se quedaron en Eriador. Durante toda esta Edad del Sol crecieron y tuvieron tratos con Enanos y Elfos. 
En los primeros siglos de la Tercera Edad, existía en Rhovanion una poderosa confederación de pueblos que ocupaban las planicies que se extendían entre el Bosque Negro y el río Celduin, y «(…) sus casas estaban en las orillas del Bosque, y especialmente en el Entrante Oriental, en gran parte abierto por ellos con la tala de árboles (…)», que sirvieron de gran ayuda a Gondor, puesto que constituían «(…) un baluarte de Gondor que defendía las fronteras septentrionales y orientales (…)». En las invasiones de los Aurigas esta confederación fue disuelta y sus tierras ocupadas por los Orientales, y muchos de los Hombres Libres del Norte huyeron de su antiguo territorio. Unos se instalaron, como proscriptos, en el interior del Bosque, más precisamente en la zona central de este, y fueron llamados los Hombres del Bosque; otros establecieron sus «(…) moradas entre los bosques más placenteros de los valles y a lo largo de las riberas de los ríos. Eran muchos, y bravos y bien armados, y ni siquiera los huargos se atrevían a atacarlos cuando los veían juntos, o a la luz del día (…)». Otro grupo cruzó el Anduin y se instaló en los lindes occidentales; fueron el origen de los Éothéod. 
Los Beórnidas fueron otro grupo de hombres que habitaron el Bosque Negro, también en los lindes occidentales, pero más al norte que el Pueblo de los Caballos. Estos extraños hombres, cuyo jefe podía transformarse en oso, por la noche, cumplieron un papel destacado durante los años de dominio de Sauron y sus descendientes, pues lucharon contra orcos y trasgos, lobos y huargos que infestaban no solo el bosque, sino los Valles del Anduin y las Montañas Nubladas. Como dijo Glóin, padre de Gimli, «(…) si no fuera por los Beórnidas, ir del valle a Rivendel hubiese sido imposible desde hace mucho tiempo. Son hombres valientes y mantienen abierto el Paso Alto y el Vado de Carroca. Pero el peaje es elevado —añadió sacudiendo la cabeza— y, como los Beorn de antaño, no gustan mucho de los Enanos. Sin embargo, son gente en la que se puede confiar y eso es mucho en estos días (…)». Tanto estos últimos como los Hombres del Bosque lucharon en la Guerra del Anillo y fueron recompensados por sus servicios con la entrega de las tierras entre el reino de Thranduil y el reino de Lórien Oriental.

## Historia
A finales de la Tercera Edad, en el año 2941 T. E., Bilbo Bolsón y la compañía de Thorin Escudo de Roble cruzaron el Bosque Negro en su viaje a Erebor, siguiendo un antiguo sendero élfico que les indicó Beorn. Durante largo tiempo y acompañados por la suerte se dirigieron hacia el noreste, sorteando los innumerables obstáculos que les imponía el Bosque, de los cuales el miedo no era el menor. El enano Bombur cayó a las aguas del río Encantado, siendo afectado por las maléficas aguas; quedando inconsciente por muchos días obligando a los enanos a llevarlo en andas. Cayeron prisioneros, primero, de las arañas gigantes y, luego, de los Elfos de Thranduil, pero con astucia y valentía lograron sortear todos los inconvenientes. Contaron con un arma poderosa, el anillo que Bilbo había «encontrado» en la morada de Gollum, allá en las lejanas Montañas Nubladas, y que volvía invisible a su poseedor. Sobre barriles o adentro de ellos, la osada compañía de Thorin, acompañada por un impensado pero valiente «saqueador» hobbit, dejó el terrible Bosque Negro un brillante atardecer de otoño.
Durante la Guerra del Anillo (3019 T. E.), las fuerzas de Sauron salieron en gran número de Dol Guldur para atacar el reino élfico del bosque en el norte y el Reino Dorado de Lothlórien en el sur. Sin embargo, ambas campañas fracasaron, y los elfos respondieron destruyendo los ejércitos del Bosque Negro, echando abajo las murallas de Dol Guldur y asolando sus pozos y mazmorras. Finalizada la Guerra del Anillo y tras la partida de Galadriel a las Tierras Imperecederas, Celeborn y Thranduil «(…) se encontraron en medio del bosque y dieron al Bosque Negro el nuevo nombre de Eryn Lasgalen, el Bosque de las Hojas Verdes (…)». El primero dejó Lórien y se estableció en la parte sur del Bosque, y llamó a su nueva morada Lórien Oriental, mientras que Thranduil reinó sobre el norte hasta las Emyn Duir.

## Algunos lugares
La siguiente es una descripción de algunos lugares del Bosque Negro que, si bien son importantes en la obra de Tolkien, los historiadores y los geógrafos en general de la Tierra Media no le han dado la importancia debida.

### La entrante del este
Al sur del Bosque Negro y al noreste de Dol Guldur la superficie del Gran Bosque se angostaba, producto de una zona sin árboles de gran extensión, se la denominaba Entrante Oriental o East Bight. Si bien pudo haber sido natural esta zona desarbolada, se cree que la tala de bosques producida por los Hombres del Norte pudo haber ampliado su superficie.

### El sendero del bosque
Es el sendero que siguió la compañía de Thorin por indicación de Beorn para cruzar el Bosque Negro en su travesía a Erebor. Al norte de la Carroca y a cuatro días de marcha desde la casa de Beorn «(…) había un sendero poco conocido que atravesaba el Bosque Negro y llevaba casi directamente a la Montaña Solitaria (…)». Su entrada se ubicaba en un lugar conocido como la Puerta del Bosque, que era «(…) una suerte de arco que llevaba a un túnel lóbrego formado por dos árboles inclinados, demasiado viejos y ahogados por la hiedra y los líquenes colgantes para tener más que unas pocas hojas ennegrecidas (…)». Este viejo sendero élfico cruzaba el bosque desde el noreste hacia el sureste y, a algunos días de marcha, se interrumpía por el paso del río Encantado, sobre el que en algún tiempo había un puente. Pero a finales de la Tercera Edad ya no existía y la compañía de Thorin debió cruzarlo con un bote abandonado y atado en la otra margen. Luego de cruzar el río, el camino ascendía levemente hacia el noreste y terminaba a la altura de las Cavernas del Rey Thranduil.

### Río Encantado
El río Encantado (Enchanted River) es un arroyo grande que atraviesa el Bosque Negro de sur a norte, nace en las laderas septentrionales de las Montañas de Emyn-nu-Fuin y desemboca en el río del Bosque. Era un arroyo de aguas negras, rápido pero no muy ancho; quien tomaba contacto con sus aguas perdía la conciencia y se le agarrotaban los músculos, quedando como muertos. Tal cosa le sucedió al enano Bombur de la compañía de Thorin, quien despertó muchos días después sin tener memoria de lo ocurrido y con mucha hambre. En otros tiempos se lo cruzaba por un ancho puente de madera, pero cuando llegó la compañía de Thorin este ya estaba podrido y tuvieron que cruzarlo con un bote que encontraron varado en la otra orilla.

### Rhosgobel
En los lindes del Bosque Negro al sur de la Carroca y algunas millas al norte del Viejo Camino del Bosque se encontraba este lugar, que era la morada de Radagast el Mago, llamado Radagast el Pardo, por el color de sus ropas. Al poco tiempo de llegar a la Tierra Media, este mago tuvo tratos con animales y pájaros, y «(…) abandonó a los Elfos y a los Hombres, y pasó sus días entre las criaturas silvestres (…)», retirándose a vivir en los lindes del Bosque Negro.
El nombre Rhosgobel es sindarin y puede traducirse como el Pueblo Pardo, compuesto por rhosc, ‘pardo’, ‘marrón’ —raíz ruskâ/*sruskâ— y gobel, que significa ‘villa o aldea cercada’ —raíz pel-es—. 